# ピエール・ジョセフ・セレスタン・フランソワ
ピエール・ジョセフ・セレスタン・フランソワ（Pierre Joseph Célestin François、または Joseph François 、1759年3月29日 - 1851年3月13日）は現在のベルギーのナミュールで生まれた画家である。新古典派のスタイルで、神話や歴史を題材にした作品や肖像画を描いた。ブリュッセルの美術学校で、フランソワ＝ジョセフ・ナヴェスらを教えた。

## 略歴
当時、ネーデルラント連邦共和国であったナミュールでたばこ工場の工場長の息子に生まれた。シャルルロワで育ち、シャルルロワの画家、 Pierre Balthasar de Blocqに絵を学んだ。11歳でアントウェルペンの美術学校に入学し、 Andries Cornelis Lensや Willem Jacob Herreynsらのもとで8年間学んだ 。1778年に修業の旅に出て、フランス、イタリアに旅した。イタリアではローマに1781年まで滞在した。ドイツを旅し、ウィーンに6ヶ月滞在した後、アントウェルペンに戻った。アントウェルペンで装飾画などを描いた。
1789年から再びローマに旅し、3年間滞在した。1791年にブリュッセルに戻り、ブリュッセルの美術学校で教え始めた。フランス革命の後、ブリュッセルは1792年から1815年までフランスの支配下になり、ブリュッセルの美術学校も1800年まで閉鎖された。1799年にブリュッセルのタペストリー製造を仕事とする名家の娘と結婚した。1803年にブリュッセルの芸術家協会(Société de peinture, sculpture et architecture de Bruxelles)の創立会員になり、副会長になった。1815年ブリュッセルがネーデルラント連合王国の領地となった時、改めてブリュッセルの美術アカデミー(1836年に王立美術アカデミーに改組される)の教授の称号を得て、1836年までこの職を続けた。フランソワが教えた学生にはフランソワ＝ジョセフ・ナヴェスやアンリ・ドケーヌ、ジャン＝バティスト・マドウがいた。

## 作品

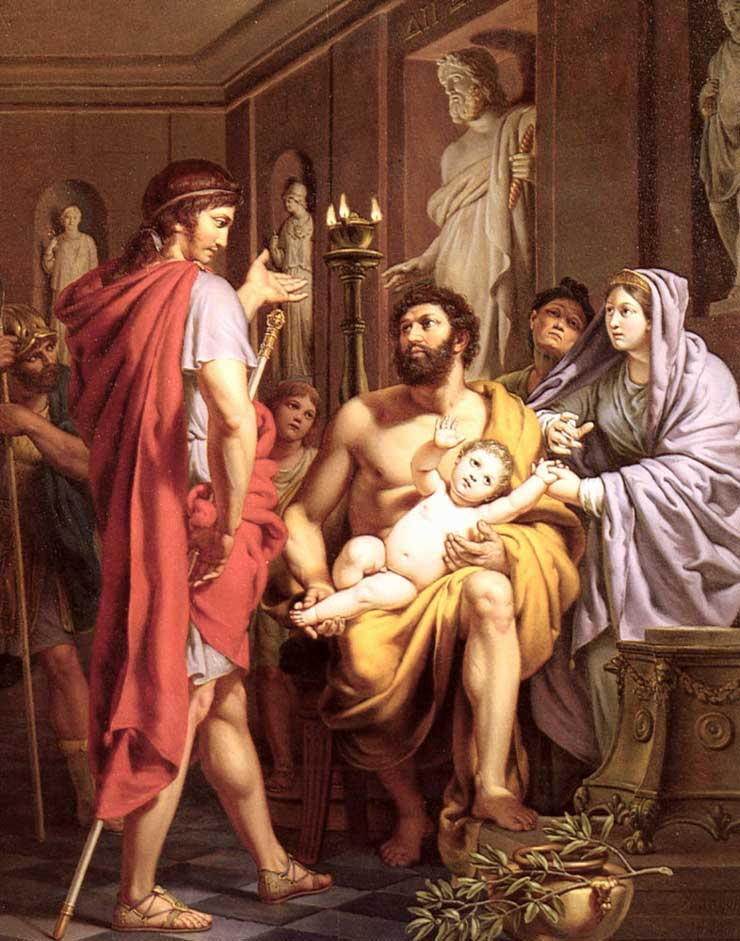
テミストクレスとアドメトス (1836)
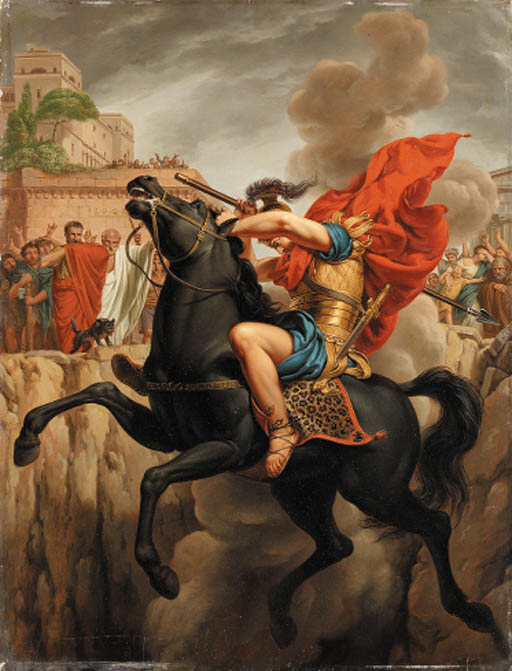
メッティウス・クルティウスの死
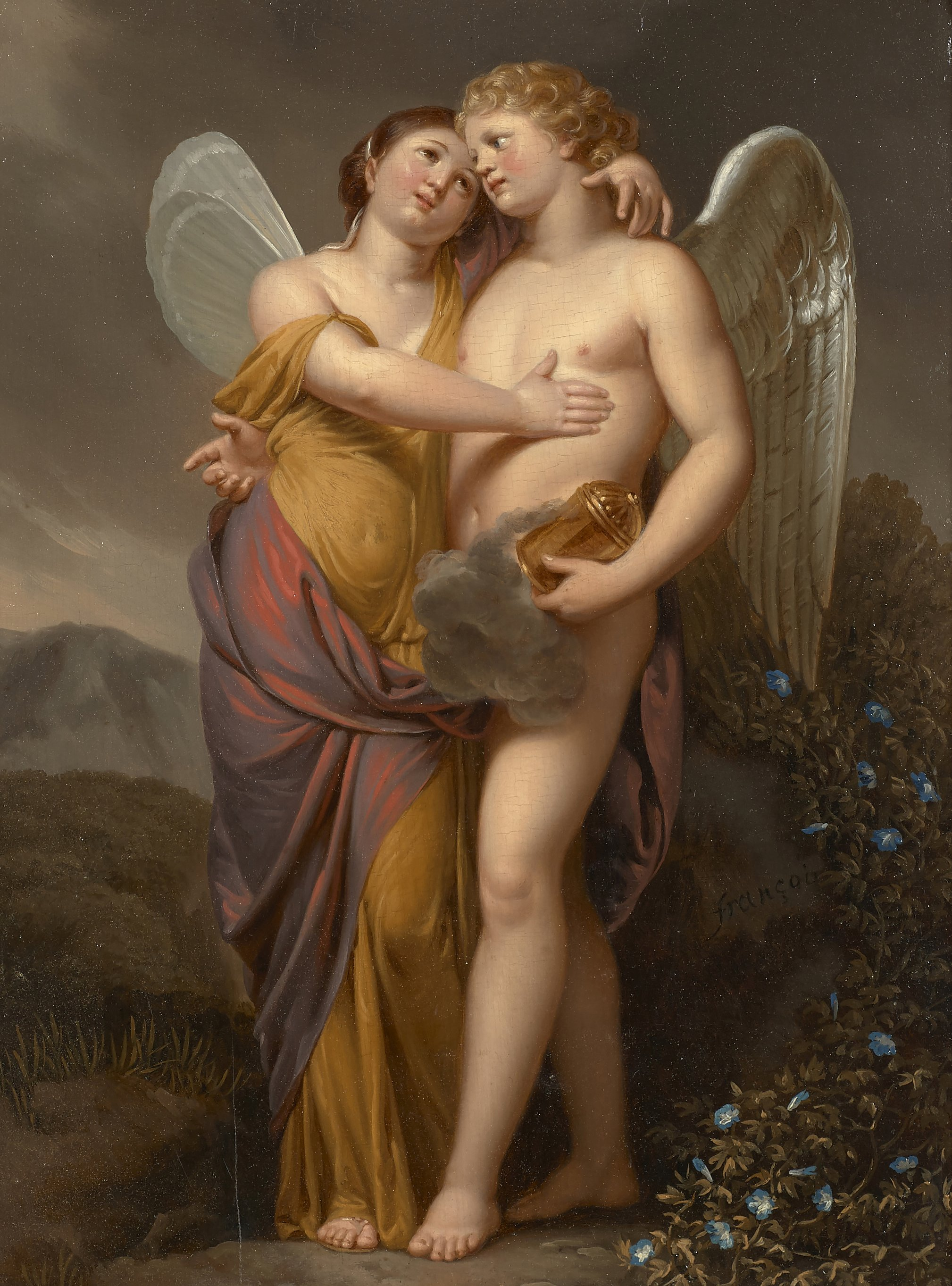
プシュケとアモール
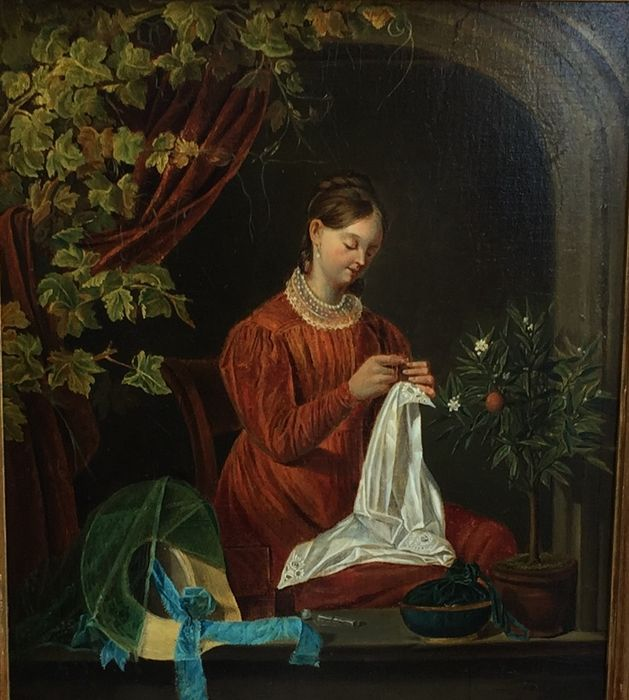
裁縫をしている女性